# رضا شين
رضا شين (بالتركية: Rıza Şen)‏ هو لاعب كرة قدم تركي في مركز الوسط، ولد في 8 مارس 1986 في طرابزون في تركيا. شارك مع منتخب تركيا تحت 20 سنة لكرة القدم. أما مع النوادي، فقد لعب مع ألانيا سبور وأوردو سبور ونادي بشكتاش ونادي قاسم باشا.

## وصلات خارجية
- رضا شين على موقع اتحاد تركيا (لاعب) (الإنجليزية)
- رضا شين على موقع قاعدة بيانات كرة القدم.إي يو (الإنجليزية)
- رضا شين على موقع Soccerway.com (الإنجليزية)